# 奥卡诺根-韦纳奇国家森林
奥卡诺根-韦纳奇国家森林（英語：Okanogan–Wenatchee National Forest）是一处美国国家森林，位处美国华盛顿州中北部奧卡諾根縣境内。这片1,499,013-英畝（2,342.208-平方英里；6,066.29-平方）的森林北接不列颠哥伦比亚省，东邻科尔维尔国家森林，南部接壤梅特豪河与斯特希金河-奇蘭湖河谷，西部则有北喀斯喀特国家公园。最近、最大的市镇是奥马克和奥卡诺根。该森林由美国国家森林局管控，此外在托纳斯基特与温斯罗普也有本地的巡逻员区域办公室。这是美国第二大完全位在一个州之内的国家森林。